# Torre del Bierzó-i vasúti baleset
A Torre del Bierzó-i vasúti baleset 1944. január 3-án történt Torre del Bierzo falunál a spanyolországi El Bierzo régióban, León közigazgatási területen, amikor három vonat egymásnak ütközött egy alagút belsejében.

## Előzmények
Egy gyorsvonat Madridból Coruña felé indult a balesetet megelőző este 20:30-kor. A szerelvény 12 kocsiból állt, az elején két Mastodon típusú gőzmozdonnyal. Két órás késéssel érkezett meg Astorga városába, problémái voltak a fékkel, kilenc percet töltött az állomáson a fékek szerelésével. Astorgánál az egyik mozdonyt kisorolták forró csapágyai miatt. Már három órás késésnél tartott a vonat, amikor a komoly fékhibák ellenére az a végzetes döntés született, hogy folytassa az utat Branuelas lejtőin keresztül. A vonatot Albaresnél akarták megállítani, de nem sikerült, még a manuális biztonsági fékkel sem. Albares állomásfőnöke azonnal telefonált Torre del Bierzo állomásra, hogy a vonat fékjei meghibásodtak, és a meredek lejtőn halad. A vonatot megkísérelték lelassítani úgy, hogy a pályára páros féksarukat tettek, de ezek az erőfeszítések hiábavalónak bizonyultak, a vonat átfutott rajtuk a 20-as számú alagút irányába, a vasúti megálló után.

## A baleset
Mindeközben egy tolató szerelvény és három kocsi közlekedett a közelben, az alagúton keresztül. Az állomásfőnök figyelmeztette a vonatokat. A két utolsó kocsi még az alagútban volt, amikor ütközött az elszabadult vonattal, ennek nyomán az első hat kocsi elkezdett égni, a faszerkezet lángra lobbant.
Mit sem törődve a vonatszerencsétlenséggel, egy szenet szállító vonat az ellenkező irányból közeledett 27 megrakott teherkocsival. Az ütközés elpusztította a jelzőkábeleket, a szenet szállító vonat kifutott a 21-es számú alagútból. A sértetlen vezető megpróbálta figyelmeztetni a közeledő szenes tehervonatot, amelyik lassított, de még így is belevágódott a tolatómozdonyba. A vezető és a szenet szállító tehervonaton négy másik vasutas életét vesztette. A felrobbant fémszerkezetnél a tüzet két napig bámulhatták a járókelők, semmiféle mentési alakulatot nem küldtek a helyszínre. A bennégett 78 személy azonosításának megkezdése két nap után feleslegessé vált.

## Utóélet
A cenzúrát abban az időben Francisco Franco tábornok irányította, a spanyol polgárháború miatt[pontosabban?] az eset kis publicitást kapott. A közvéleményt nem, vagy csak félrevezetően tájékoztatták. Mind a vonatokon, mind mindenhol és mindenkor általában kevesen vásároltak jegyet, így nehéz volt az utasok számának meghatározása. A bembibrei karácsonyi vásárra sokan utaztak, hiszen január 3-án történt a baleset, amikor mindenki ünnepelt.